# Nizina Cisańska
Nizina Cisańska (554.6; węg. Tisza-vidék, Tiszántul) – makroregion fizycznogeograficzny wyróżniany w uniwersalnej dziesiętnej regionalizacji fizycznogeograficznej Europy w ślad za podziałem tradycyjnie przyjętym w geografii węgierskiej. Obejmuje wschodnią część Wielkiej Niziny Węgierskiej, między międzyrzeczem Dunaju i Cisy a zachodnimi stokami Karpat Wschodnich, Gór Zachodniorumuńskich i Karpat Południowych, z wyłączeniem Niziny Zakarpackiej, Równiny Satmarskiej i wysoczyzny Nyírség.
Niziny Cisańskiej nie należy mylić z wyróżnianą w partykularnej rumuńskiej regionalizacji fizycznogeograficznej Niziną Cisy (rum. Câmpia Tisei, Câmpia de Vest).
Nizina Cisańska stanowi rozległą, płaską równinę zbudowaną z osadów rzecznych (madów) z udziałem utworów eolicznych – piasków i lessów. Klimat Niziny jest suchy i kontynentalny; jest to najsuchsza część dzisiejszych Węgier (na równinie Małej Kumanii przeciętne roczne opady nie sięgają 500 mm). Pierwotną formacją roślinną Niziny był step i lasostep, obecnie nizina jest w niemal w całości zajęta pod intensywne rolnictwo. Krajobraz Niziny jest monotonny, różnice wysokości względnej w zasięgu wzroku nie przekraczają kilku metrów. Z tego powodu podstawą podziału na pomniejsze regiony są liczne rzeki przecinające nizinę.
Geografia węgierska dzieli węgierską część Niziny na części odnoszące się do biegu Cisy: krainy górnej (Felső-Tisza-vidék), środkowej (Közép-Tisza-vidék) i dolnej Cisy (Alsó-Tisza-vidék), równinę Hajdúság, krainę Berettyó i Kereszu (Berettyó–Körös-vidék) oraz międzyrzecze Kereszu i Maruszy (Körös–Maros köze). Szczegółowy podział jest następujący:

## kraina górnej Cisy(Felső-Tisza-vidék)

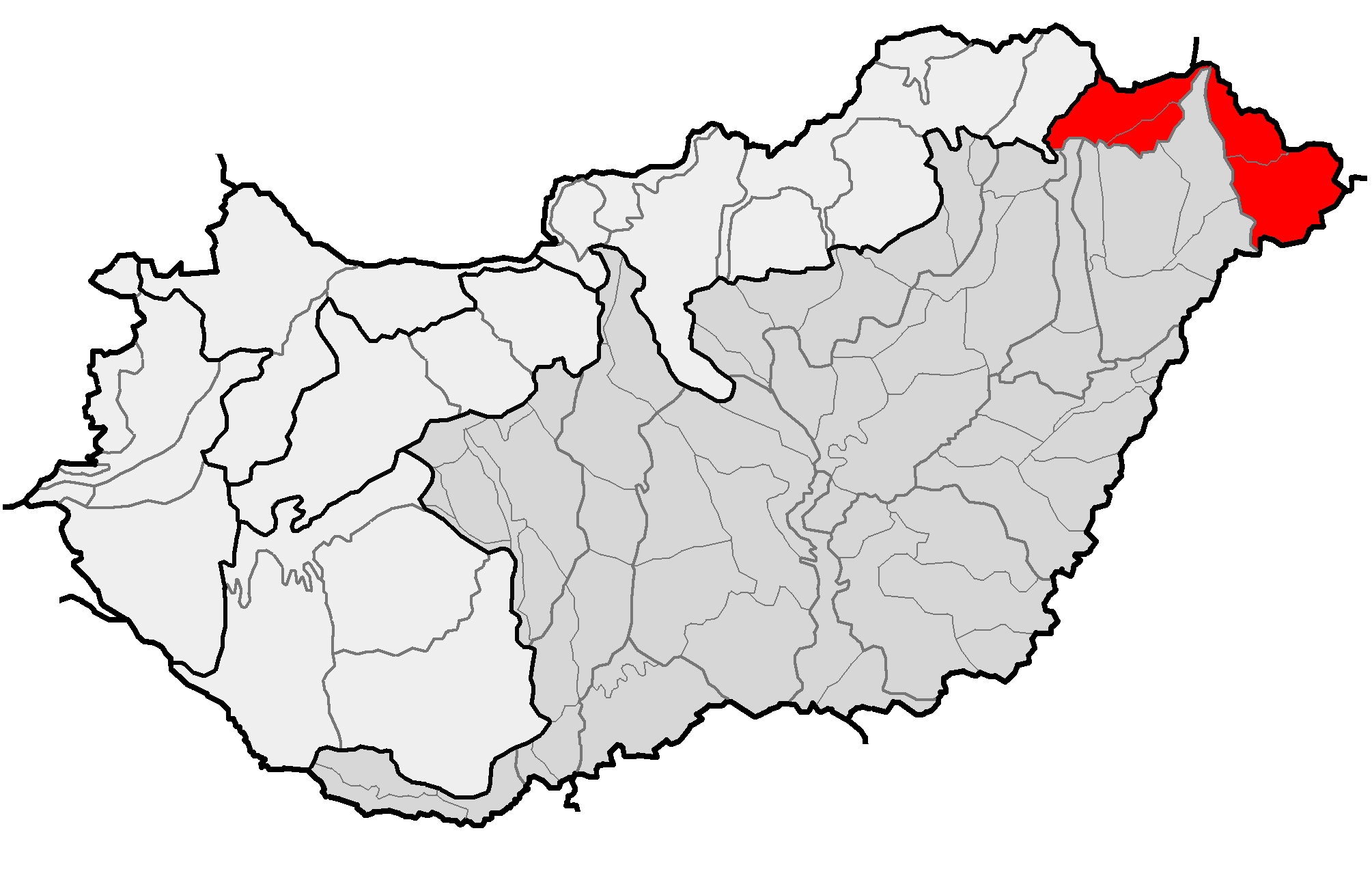
Felső-Tisza-vidék – kraina górnej Cisy (z węgierską częścią Równiny Satmarskiej)

- kraina Bodrogköz (Bodrogköz)
- kraina Rétköz (Rétköz)

## kraina środkowej Cisy(Közép-Tisza-vidék)
- kraina Takty (Taktaköz)

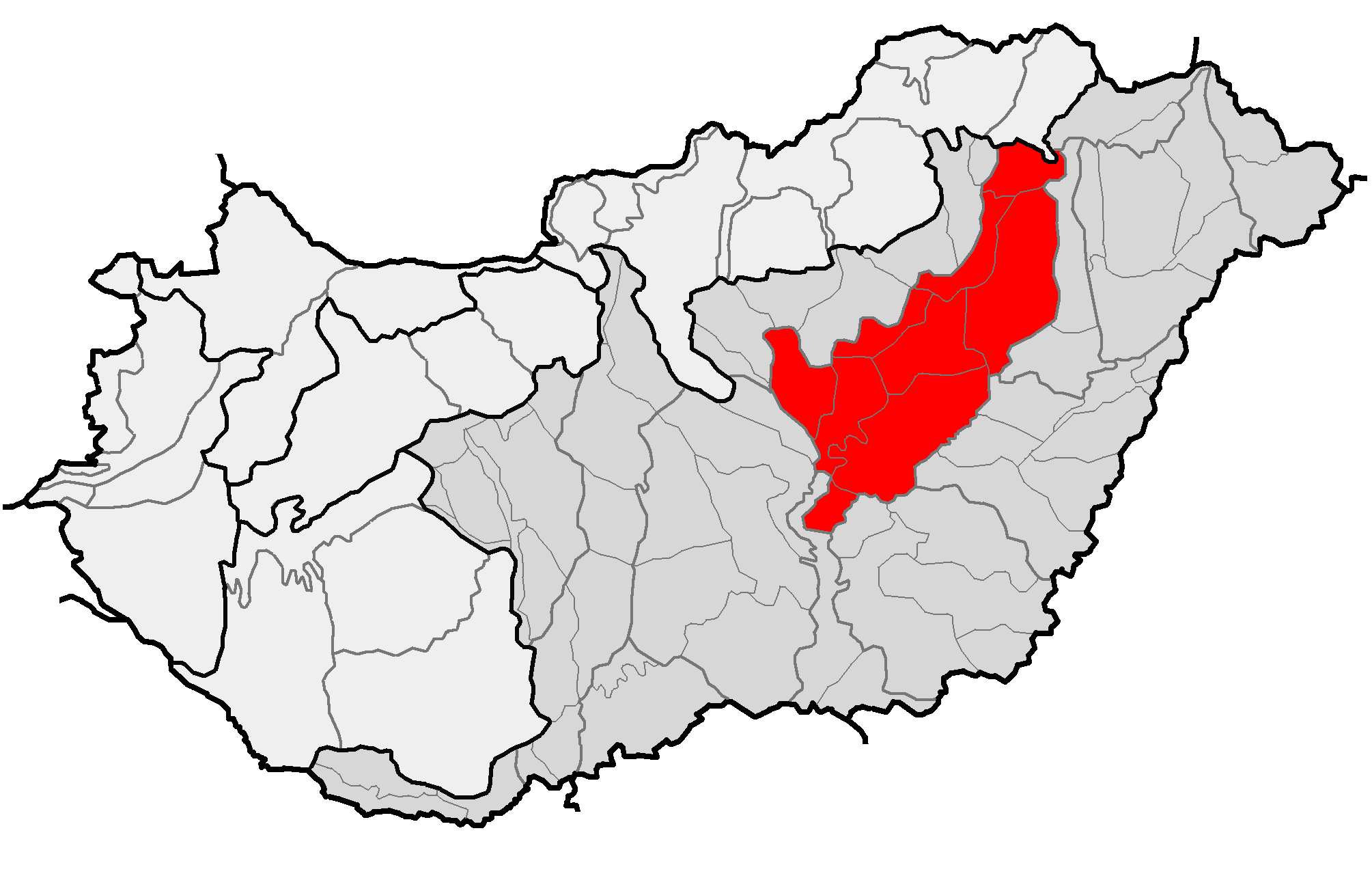
Közép-Tisza-vidék – kraina środkowej Cisy

- dolina zalewowa Borsod (Borsodi-ártér)
- dolina zalewowa Heves (Hevesi-ártér)
- dolina zalewowa Szolnok (Szolnoki-ártér)
- równina Jazygii (Jászság)
- równina Tiszafüred–Kunhegyes (Tiszafüred–Kunhegyesi-sík)
- równina Szolnok–Túr (Szolnok–Túri-sík)
- zakole Cisy (Tiszazug)
- równina Hortobágy (Hortobágy)

## kraina dolnej Cisy(Alsó-Tisza-vidék)
- ujście Maruszy (Marosszög)

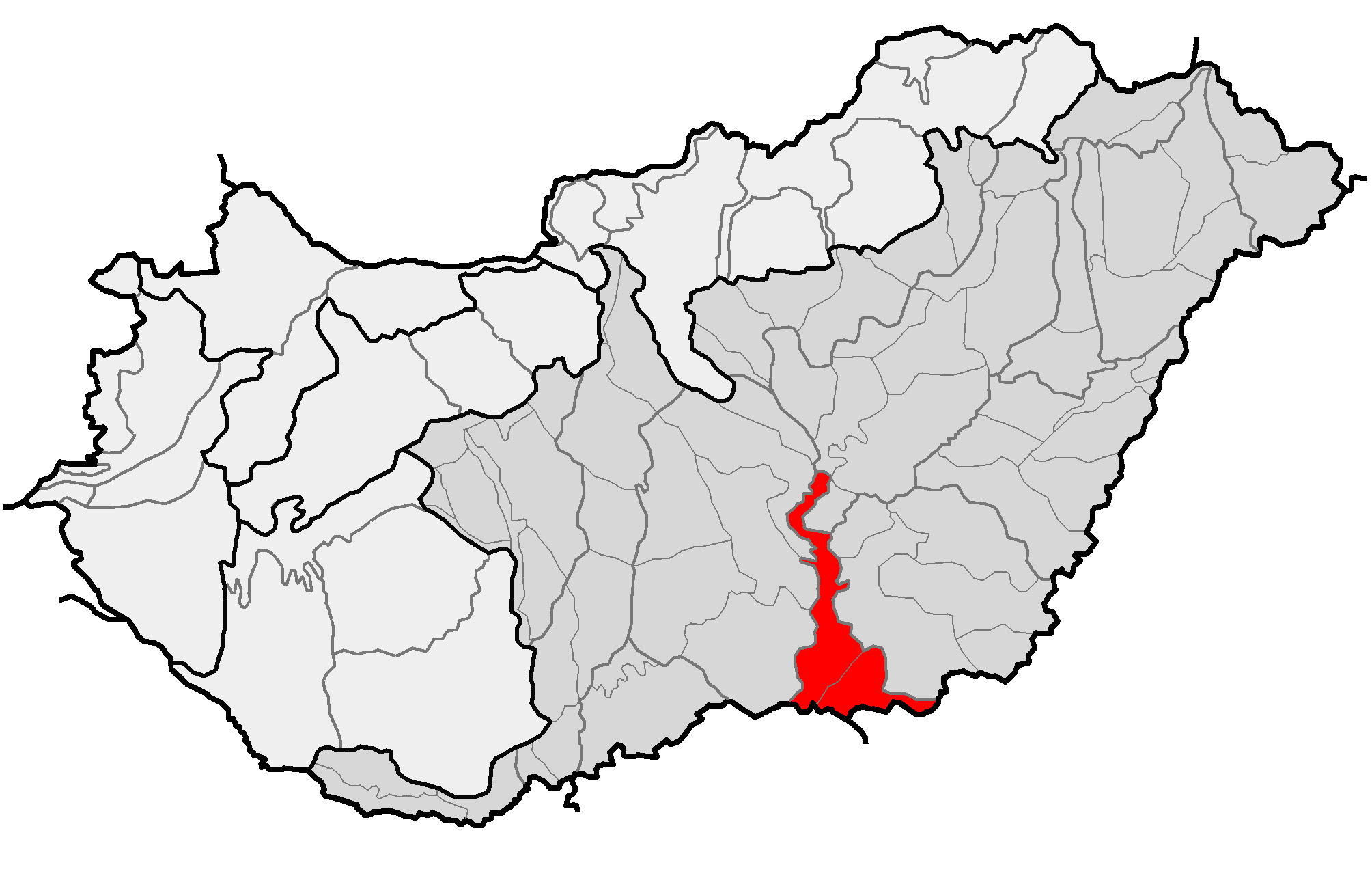
Alsó-Tisza-vidék – kraina dolnej Cisy

- południowa dolina Cisy (Dél-Tisza-völgy)

## krainaHajdúság(Hajdúság)
- grzbiet Hajdú (Hajdúhát)

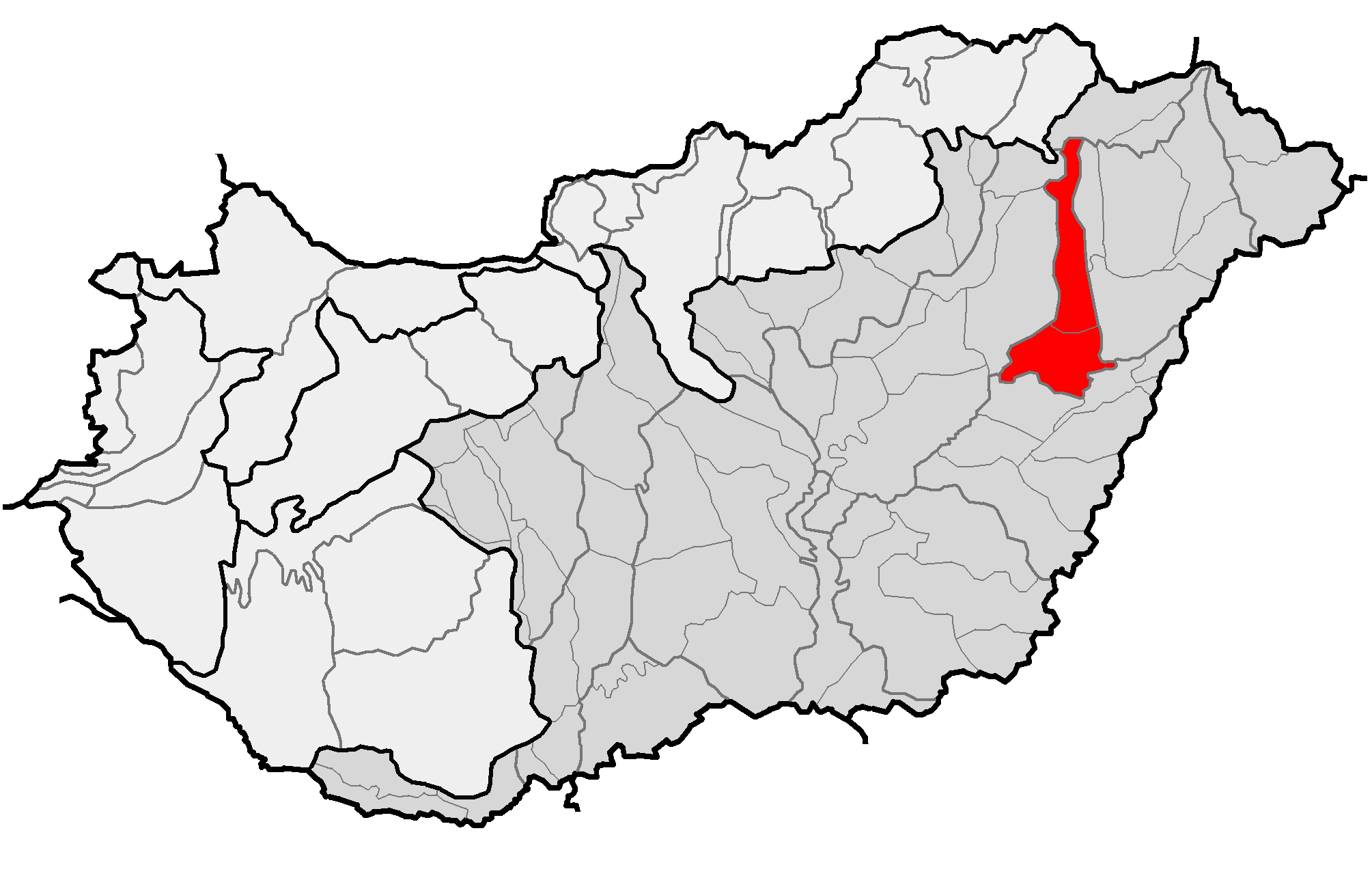
Kraina Hajdúság

- południowy Hajdúság (Dél-Hajdúság)

## kraina Berettyó i Kereszu(Berettyó–Körös-vidék)

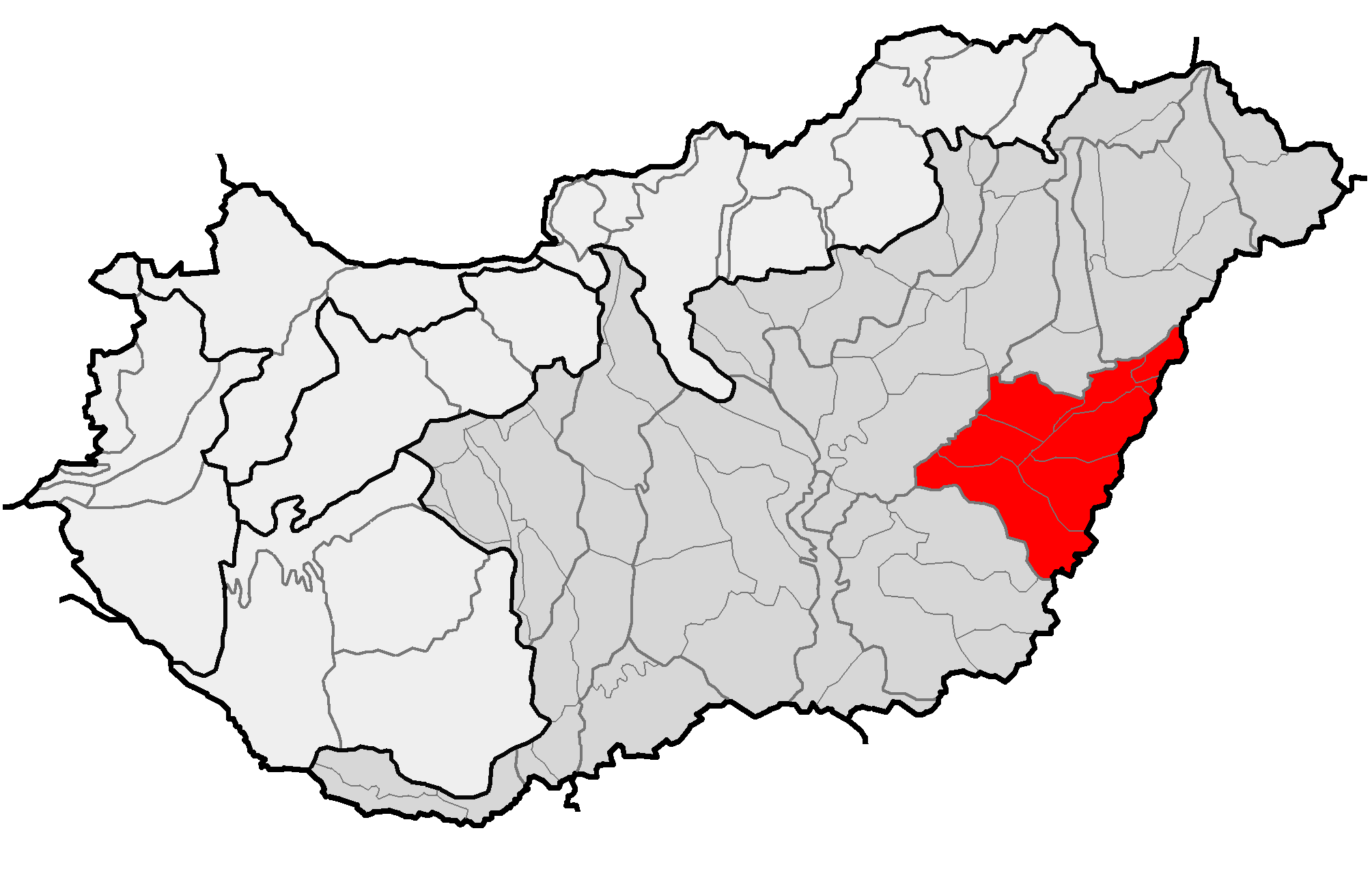
Berettyó–Körös-vidék – kraina Berettyó i Kereszu

- równina Dévaványa (Dévaványai-sík)
- bagna Wielki Sárrét (Nagy-Sárrét)
- międzyrzecze Berettyó i Kálló (Berettyó-Kálló köze)
- grzbiet lessowy Érmellék (Érmelléki löszös hát)
- równina Bihar (Bihari-sík)
- bagna Mały Sárrét (Kis-Sárrét)
- równina nad Kereszem (Körös menti sík)

## międzyrzecze Kereszu i Maruszy(Körös–Maros köze)
- grzbiet Csanád (Csanádi-hát)
- grzbiet Békés (Békési-hát)
- równina Békés (Békési-sík)
- równina Csongrád (Csongrádi-sík)
- ujście Kereszu (Körösszög)

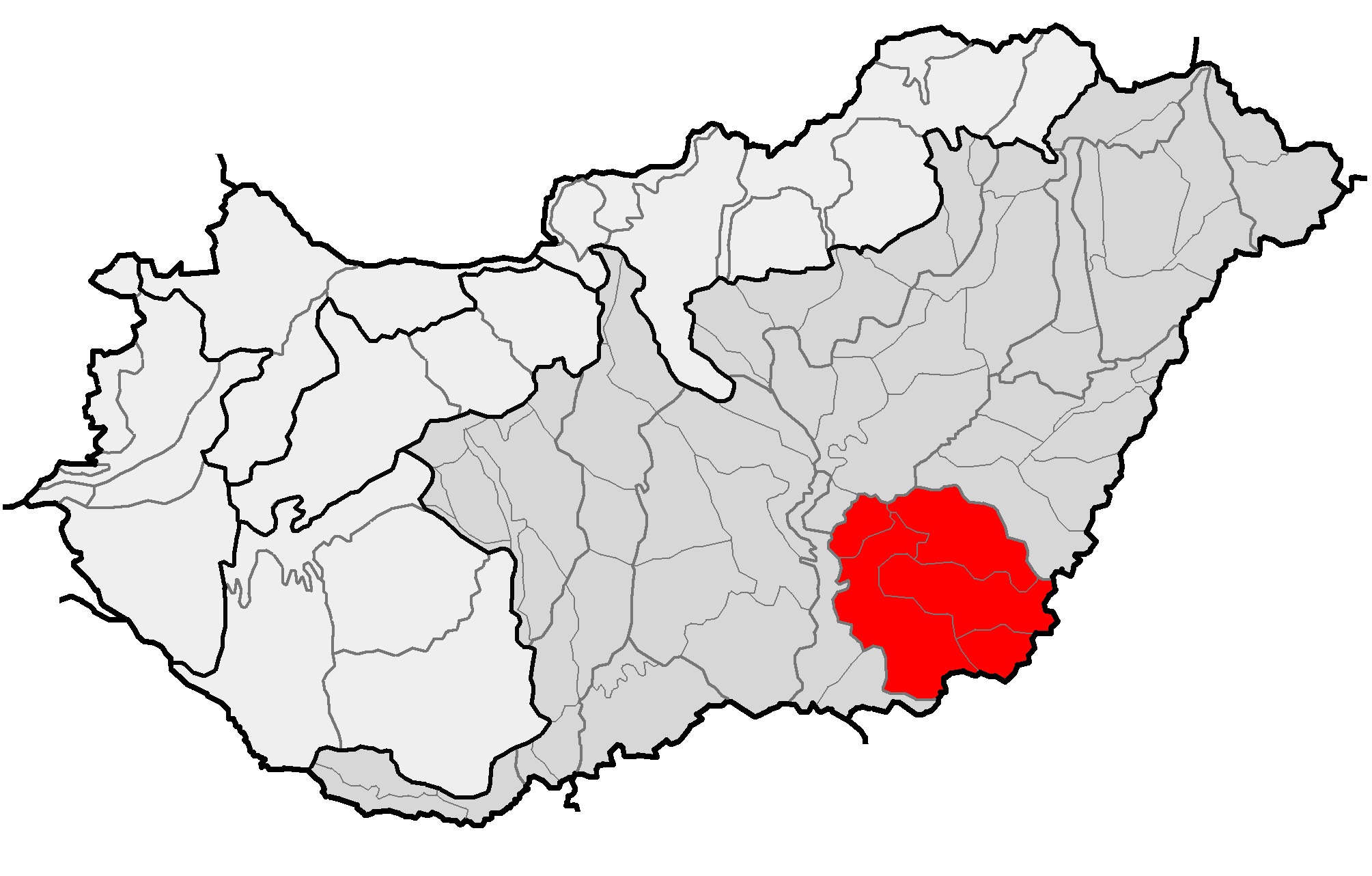
Körös–Maros köze – międzyrzecze Kereszu i Maruszy

Nizina Cisańska według regionalizacji uniwersalnej obejmuje również dwa regiony zaliczane w geografii węgierskiej do Średniogórza Północnowęgierskiego:
- dolina Hornadu (Hernád-völgy)
- kraina Szerencs (Szerencsköz)

## Źródła
- Jerzy Kondracki Fizycznogeograficzna regionalizacja Czech, Słowacji, Węgier i Rumunii w układzie dziesiętnym, „Przegląd Geograficzny”, tom LXVIII, z 3-4, 1996, s. 457-466
- Józef Szaflarski Rumunia, w: Antoni Wrzosek (red.) Geografia Powszechna. Tom III. Europa (bez ZSRR), PWN Warszawa 1965
- Józef Szaflarski Węgry, w: Antoni Wrzosek (red.) Geografia Powszechna. Tom III. Europa (bez ZSRR), PWN Warszawa 1965
- Márton Pécsi, Béla Sárfalvi Węgry, PWN 1971
- Krystyna Jawecka (red.) Mapa przeglądowa Europy. Rumunia. Skala 1:1 000 000, PPWK Warszawa-Wrocław 1983/84.
- Krystyna Jawecka, Teresa Zakrzewska (red.) Mapa przeglądowa Europy. Jugosławia. Skala 1:1 000 000, PPWK Warszawa-Wrocław 1984/85.
- Krystyna Jawecka (red.) Mapa przeglądowa Europy. Węgry. Skala 1:1 000 000, PPWK Warszawa-Wrocław 1985.
- Przemysław Burchard Węgry, PW „Wiedza Powszechna”, Warszawa 1988, ISBN 83-214-0554-1.
- Jerzy Midzio, Krajobrazy węgierskie, Warszawa: WSiP, 1988, ISBN 83-02-03732-X, OCLC 749352013. Brak numerów stron w książce
- Wiesława Rusin, Węgry, Bielsko-Biała: Wydawnictwo Pascal, 2005, ISBN 83-7304-416-7, OCLC 69312478. Brak numerów stron w książce